# Stefan Kießling
Pour les articles homonymes, voir Kiessling.
Stefan Kießling est un footballeur international allemand né le 25 janvier 1984 à Lichtenfels (Bavière) et évoluait au Bayer Leverkusen au poste d'attaquant.
Meilleur buteur de la Bundesliga lors de la saison 2012-2013, cet attaquant international allemand a fait partie de l'Équipe d'Allemagne de football qui a fini troisième de la Coupe du monde de football de 2010. Il a un fils nommé Tayler qui est né en 2008.

## Biographie

### 1. FC Nuremberg

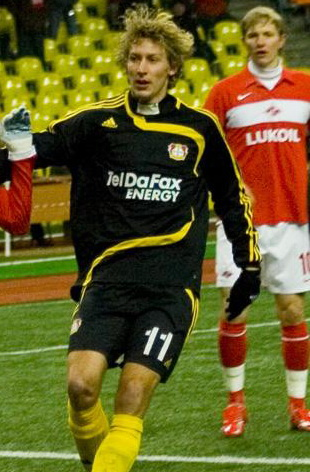
Kießling en 2007 contre le Spartak Moscou

Stefan Kießling fait ses débuts professionnels avec le FC Nuremberg lors d'un match perdu contre le Hambourg SV 26 avril 2003. C'est son seul match de la saison en première division allemande et le club est rétrogradé en 2. Bundesliga à la fin de la saison 2002-2003. La saison suivante, Kießling gagne du temps de jeu et dispute 14 matchs dans la saison. Le 1. FC Nuremberg remonte en Bundesliga à la fin de la saison 2003-2004. Lors de la saison 2004-2005, Kießling ne dispute que des bouts de matchs mais participe tout de même à 27 rencontres. C'est lors de la saison 2005-2006 qu'il se fait surtout remarquer, en marquant 10 buts et en étant plus souvent aligné comme titulaire. Kießling quitte néanmoins FC Nuremberg à la fin de la saison 2005-2006 pour rejoindre le Bayer Leverkusen.

### Leverkusen
Lors de sa première saison au sein de la Werkself, Kießling partage son temps de jeu avec des joueurs comme Barbarez et Andriy Voronin, mais prend part à une trentaine de matchs en championnat. Buteur relativement modeste à ses débuts, il s'impose progressivement au fil des saisons, comme l'un des plus prolifiques dans ce rôle. Au cours de la saison 2009-2010, il finit même deuxième meilleur buteur du championnat, avec 21 réalisations en 33 matchs, soit un but de moins qu'Edin Džeko. Lors de la saison 2012-2013, il finit meilleur buteur de Bundesliga avec 25 buts.
Avec le Bayer, il a inscrit 100 buts en plus de 225 apparitions en Bundesliga.
Le 18 octobre 2013, à TSG Hoffenheim, Kießling se voit accorder un but de la tête alors que le ballon est rentré par le trou du petit filet. Ce but qui donne la victoire au Bayer 1-2, est le second but fantôme de l'histoire de la Bundesliga.
Kießling inscrit 7 buts durant ses 3 premiers matchs officiels de la saison 2014-2015.
Le 27 août 2014, Kießling inscrit un doublé contre le FC Copenhague en barrage retour de la Ligue des champions (Le Bayer Leverkusen l'emporte 4-0 et se qualifie pour les phases de poules).
Il porte son total à 9 buts inscrits lors des 4 premiers matchs.

## Carrière internationale
Kießling a fait ses débuts internationaux pour l'équipe nationale d'Allemagne lors d'un match amical contre le Danemark le 28 mars 2007. Près d'un an après avoir obtenu sa précédente sélection, il a été rappelé dans l'équipe par Joachim Löw après avoir montré une bonne forme lors de la saison 2009-10, et a par la suite obtenu sa quatrième sélection le 13 mai 2010, lors d'un match amical contre Malte, jouant les 90 minutes dans une victoire 3–0. Il faisait partie des 23 joueurs composant l'équipe d'Allemagne pour la Coupe du Monde FIFA 2010. Il est entré en jeu comme remplaçant dans deux matchs, le match à élimination directe avec l'Angleterre, remplaçant Mesut Özil à la 83e minute et lors du match "de consolation" pour la troisième place contre l'Uruguay, où il est entré comme remplaçant pour Cacau à la 73e minute.
Il a déclaré par la suite qu'il refuserait toute convocation à l'équipe tant que Joachim Löw serait en charge, en raison d'un manque de respect perçu de la part de l'entraîneur allemand. Avec Mario Gómez et Miroslav Klose tous deux blessés, Max Kruse a été nommé à la place de Kießling pour le match décisif de qualification pour la Coupe du Monde 2014 contre l'Irlande, une décision qui a essentiellement écarté Kießling comme option pour l'équipe allemande pour le moment, malgré sa bonne forme continue pendant la saison 2013-14,,.

## Style de jeu
Kießling est un avant-centre typique, reconnu pour son éthique de travail et son flair pour le but,. Il a été salué pour son évolution pendant son séjour à Leverkusen, devenant un attaquant de haute qualité et l'un des meilleurs de la Bundesliga,.
Il a également été complimenté pour sa capacité à remporter des duels aériens et à obtenir des coups francs. À mi-parcours de la saison 2012-13, Kießling a remporté en moyenne 5,6 duels aériens par match, le plus grand nombre de n'importe quel joueur de Bundesliga. Beaucoup des buts de Kießling ont été marqués depuis l'surface de réparation et il était réputé pour marquer de nombreux buts en tant que renard des surfaces – à partir de déviations avec ses pieds ou sa tête. En fait, pendant la saison 2012-13 de Bundesliga, 24 de ses 25 buts en championnat ont été marqués depuis l'intérieur de la surface.

## Après la retraite

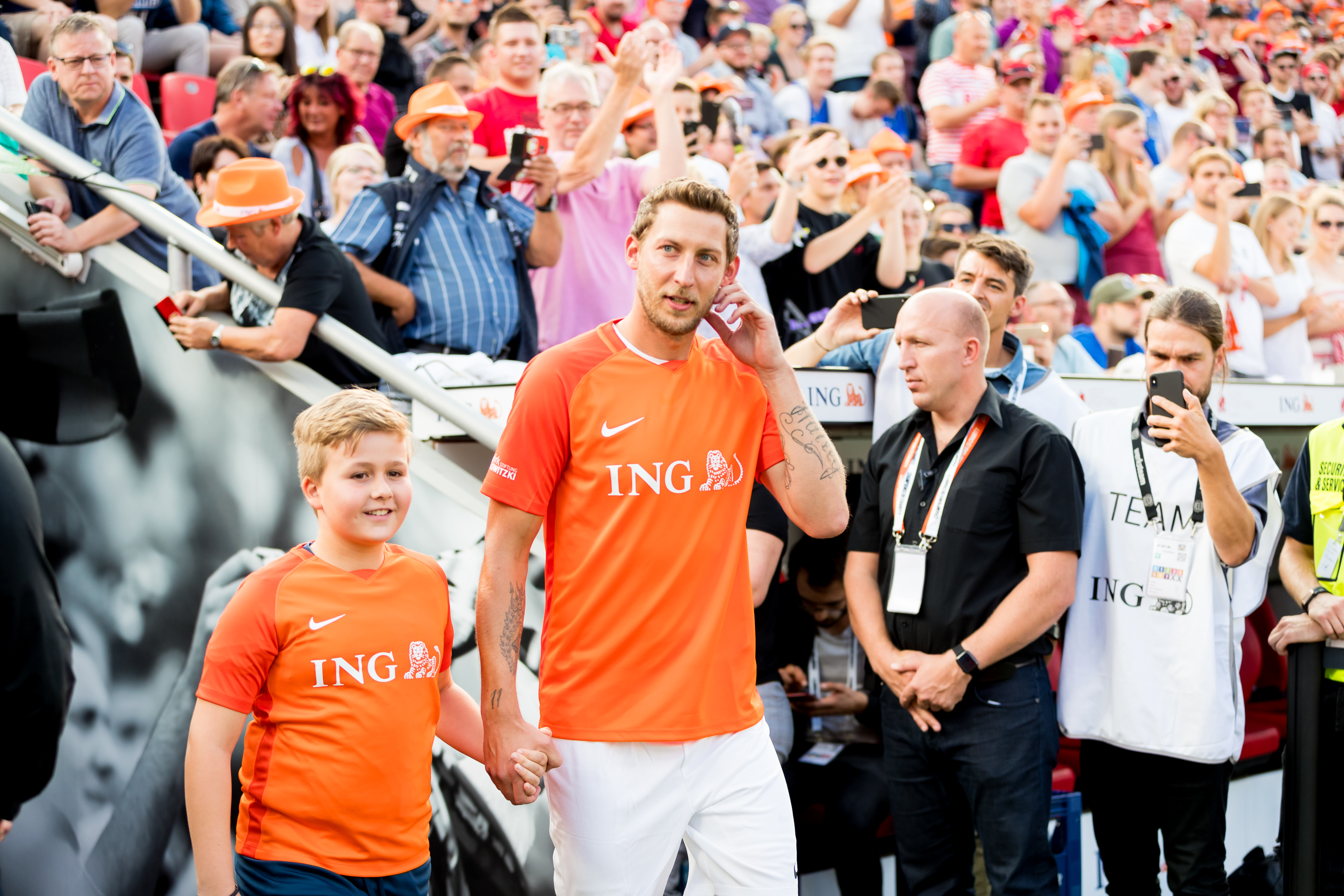
Kießling lors d'un match caritatif en 2019

Kießling a pris sa retraite après la saison 2017-18. Il travaillera dans le secteur administratif de Bayer Leverkusen après la fin de sa carrière. En décembre 2018, Kießling a admis que sa femme avait effectué certaines de ses séances d'entraînement estivales à sa place.

## Palmarès

### Clubs
- 1. FC Nuremberg
  - Vainqueur de la 2. Bundesliga en 2004.

- Bayer Leverkusen
  - Deuxième meilleur buteur du Championnat d'Allemagne en 2010.
  - Meilleur buteur du Championnat d'Allemagne en 2013.

### Sélection
- Allemagne
  - Troisième de la Coupe du monde en 2010.

### Statistiques détaillées
Le tableau ci-dessous résume les statistiques en matches officiels de Stefan Kießling depuis ses débuts professionnels.

| Saison                | Club                  | Championnat           | Championnat | Championnat | Coupe(s) nationale(s) | Coupe(s) nationale(s) | Supercoupe | Supercoupe | Compétition(s) continentale(s) | Compétition(s) continentale(s) | Compétition(s) continentale(s) | Allemagne | Allemagne | Total | Total |
| Saison                | Club                  | Division              | M.          | B.          | M.                    | B.                    | M.         | B.         | Comp.                          | M.                             | B.                             | M.        | B.        | M.    | B.    |
| 2002-2003             | FC Nuremberg          | 1. Bundesliga         | 1           | 0           | -                     | -                     | -          | -          | -                              | -                              | -                              | -         | -         | 1     | 0     |
| 2003-2004             | FC Nuremberg          | 2. Bundesliga         | 14          | 2           | 0                     | 0                     | -          | -          | -                              | -                              | -                              | -         | -         | 14    | 2     |
| 2004-2005             | FC Nuremberg          | 1. Bundesliga         | 27          | 3           | 2                     | 1                     | -          | -          | -                              | -                              | -                              | -         | -         | 29    | 4     |
| 2005-2006             | FC Nuremberg          | 1. Bundesliga         | 31          | 10          | 2                     | 1                     | -          | -          | -                              | -                              | -                              | -         | -         | 33    | 11    |
| Sous-total            | Sous-total            | Sous-total            | 73          | 15          | 4                     | 2                     | -          | -          | -                              | -                              | -                              | -         | -         | 77    | 17    |
| 2006-2007             | Bayer Leverkusen      | 1. Bundesliga         | 32          | 8           | 1                     | 0                     | 1          | 0          | C3                             | 10                             | 0                              | 1         | 0         | 45    | 8     |
| 2007-2008             | Bayer Leverkusen      | 1. Bundesliga         | 31          | 9           | 1                     | 0                     | -          | -          | C3                             | 12                             | 7                              | -         | -         | 44    | 16    |
| 2008-2009             | Bayer Leverkusen      | 1. Bundesliga         | 34          | 12          | 6                     | 2                     | -          | -          | -                              | -                              | -                              | 1         | 0         | 41    | 14    |
| 2009-2010             | Bayer Leverkusen      | 1. Bundesliga         | 33          | 21          | 2                     | 0                     | -          | -          | -                              | -                              | -                              | 4         | 0         | 39    | 21    |
| 2010-2011             | Bayer Leverkusen      | 1. Bundesliga         | 22          | 7           | 1                     | 2                     | -          | -          | C3                             | 6                              | 0                              | -         | -         | 29    | 9     |
| 2011-2012             | Bayer Leverkusen      | 1. Bundesliga         | 34          | 16          | 1                     | 0                     | -          | -          | C1                             | 8                              | 1                              | -         | -         | 43    | 17    |
| 2012-2013             | Bayer Leverkusen      | 1. Bundesliga         | 34          | 25          | 3                     | 1                     | -          | -          | C1                             | 6                              | 1                              | -         | -         | 43    | 27    |
| 2013-2014             | Bayer Leverkusen      | 1. Bundesliga         | 32          | 15          | 4                     | 2                     | -          | -          | C1                             | 7                              | 2                              | -         | -         | 43    | 19    |
| 2014-2015             | Bayer Leverkusen      | 1. Bundesliga         | 34          | 9           | 4                     | 6                     | -          | -          | C1                             | 10                             | 4                              | -         | -         | 48    | 19    |
| 2015-2016             | Bayer Leverkusen      | 1. Bundesliga         | 30          | 5           | 4                     | 3                     | -          | -          | C1                             | 9                              | 0                              | -         | -         | 43    | 8     |
| 2016-2017             | Bayer Leverkusen      | 1. Bundesliga         | 19          | 4           | 1                     | 0                     | -          | -          | C1                             | 3                              | 0                              | -         | -         | 23    | 4     |
| 2017-2018             | Bayer Leverkusen      | 1. Bundesliga         | 6           | 0           | -                     | -                     | -          | -          | -                              | -                              | -                              | -         | -         | 6     | 0     |
| Sous-total            | Sous-total            | Sous-total            | 341         | 131         | 28                    | 16                    | 1          | 0          | -                              | 71                             | 15                             | 6         | 0         | 447   | 162   |
| Total sur la carrière | Total sur la carrière | Total sur la carrière | 414         | 146         | 32                    | 18                    | 1          | 0          | -                              | 71                             | 15                             | 6         | 0         | 524   | 179   |